# برسية سبخية
برسية سبخية (الاسم العلمي: Gnaphalium palustre) هو نوع من النباتات يتبع جنس البرسية من الفصيلة النجمية.